# Sigalia
Sigalia es un género de foraminífero planctónico de la subfamilia Gublerininae, de la familia Heterohelicidae, de la superfamilia Heterohelicoidea, del suborden Globigerinina y del orden Globigerinida. Su especie tipo es Guembelina deflaensis. Su rango cronoestratigráfico abarca desde el Coniaciense hasta el Santoniense (Cretácico superior).

## Descripción
Sigalia incluía especies con conchas biseriadas, y podían llegar a tener un estadio final multiseriado incipiente; sus cámaras eran globulares a reniformes; sus suturas intercamerales eran limbadas y generalmente eleveadas; su contorno ecuatorial era subtriangular y ligeramente lobulada; su periferia era redondeada; su abertura principal era interiomarginal, lateral, con forma de arco simétrico; podían presentar una abertura accesoria sutural mediana en la última cámara; presentaban pared calcítica hialina, fuertemente perforada con poros cilíndricos, y superficie estriada o costulada, al menos inicialmente, pero podía llegar a ser lisa en el estadio final.

## Discusión
Antiguamente se consideraba Sigalia un sinónimo subjetivo posterior de Gublerina. Clasificaciones posteriores han incluido Sigalia en el orden Heterohelicida.

## Paleoecología
Sigalia incluía especies con un modo de vida planctónico, de distribución latitudinal cosmopolita, y habitantes pelágicos de aguas superficiales e intermedias (medio epipelágico a mesopelágico superior).

## Clasificación
Sigalia incluye a las siguientes especies:
- Sigalia carpatica †
  - Sigalia carpatica sayyabi †
- Sigalia decoratissima †
- Sigalia deflaensis †
  - Sigalia deflaensis rugocostata †

Otras especies consideradas en Sigalia son:
- Sigalia alata †
- Sigalia alpina †
- Sigalia ornatissima †